# Rjóiči Maeda
Rjóiči Maeda (* 9. října 1981) je japonský fotbalista.

## Reprezentační kariéra
Rjóiči Maeda odehrál 33 reprezentačních utkání. S japonskou reprezentací se zúčastnil Mistrovství Asie ve fotbale 2011.

## Statistiky
| Japonsko | Japonsko | Japonsko |
| Roky     | Záp.     | Góly     |
| -------- | -------- | -------- |
| 2007     | 2        | 1        |
| 2008     | 1        | 1        |
| 2009     | 2        | 0        |
| 2010     | 2        | 0        |
| 2011     | 9        | 4        |
| 2012     | 8        | 4        |
| 2013     | 9        | 0        |
| Celkem   | 33       | 10       |